# Wisacky
Wisacky es un lugar designado por el censo ubicado en el condado de Lee en el estado estadounidense de Carolina del Sur. En el Censo de 2020 tenía una población de 185 habitantes y una densidad poblacional de 12,90 habitantes por km². Fue incluido como CDP en el censo de 2020.

## Geografía
Wisacky se encuentra ubicado en las coordenadas 34°8′53″N 80°11′36″O / 34.14806, -80.19333. Según la Oficina del Censo de los Estados Unidos,  tiene una superficie total de 14,34 km², de la cual 14,33 km² corresponden a tierra firme y 0,01 km² a agua.